# Büchel (Familie)
Die Büchel, auch van dem Buchel, von Buchell, Buggele, Buchelius u. ä., waren eine Kölner Ritter- und Patrizierfamilie, die im Mittelalter und der Frühen Neuzeit Besitzungen im Köln-Bonner und Eifeler Raum innehatte. Ein Teil der Familie hat sich in das Gelderland verzweigt.

## Herkunft
Die Kölner Ritterfamilie Büchel – in den Kölner Schreinsbüchern auch lateinisch „de Monticulo“ oder „de Cumulo“ (= „vom Hügel“) – hat ihren Namen von einem Hof auf dem Büchel (noch heute in den Straßennamen „Krummer Büchel“ bzw. „Hochpfortenbüchel“ erhalten) in Köln am Großen Griechenmarkt VI (an der Ecke zu Aufm Kronen-Büchel II). Heute befindet sich dort (Ecke Großer Griechenmarkt/Krummer Büchel) eine Freifläche mit Spielplatz.
Die meisten und die ältesten Besitzungen der Familie lagen im Bonn-Godesberger Raum. In diesem Gebiet könnte ihr Ursprung liegen, noch bevor Anfang des 14. Jahrhunderts der Hof am Büchel in Köln erworben wurde.

## Geschichte
Die Familie „van dem Buchel“ ist im Köln-Bonner Raum seit dem 12. Jahrhundert belegt.
Erzbischof Philipp I. von Heinsberg († 1191) beurkundete 1176, dass Werner de Monticulo, Bürger in Köln, und seine Gattin Gertrude ihre Lehen- und Zinsgüter dem Ursulastift gegen zwei Präbenden und mit dem Vorbehalt der Leibzucht resigniert haben. 1255 erscheinen Gottfried, Johannes und sein Sohn Johannes d. J. de Buchele in einer Urkunde des Klosters Dünnwald.
1280 besaß Johann de Buggele zwei Häuser an der Achterstraße hinter der Severinstraße. 1301 erscheinen Johannes – genannt de Buggele – und sein Sohn Henricus als Zeugen in einem Erbteilungsvertrag der Begine Ditmodis, in dem Vereinbarungen über zwei Häuser gegenüber von den „Weißen Frauen“ – dem Kloster St. Maria Magdalena im Stiftsbezirk von St. Severin (Oversburg; heute: Blaubach, Ecke Perlengraben) – getroffen wurden; nach Ditmodis Tod sollten die Häuser an ihre Schwester Bliza, verheiratet mit Gobelinus, und ihre Nichte Methildis bzw. deren Erben fallen.
1323 hinterlegte Sophia, Witwe des Johannes de Monticulo genannt de Wisenfrouwen – auch Johann de Cumulo oder de Albis dominabus (= Johann zu den „Weißen Frauen“), – ihr Testament und bestimmte u. a. ihre Tochter Katerina zur Vollstreckerin. Katerina († wohl um 1355), Tochter des verstorbenen Johann de Cumulo, stiftete 1332 für 16 Solidi ein Jahresgedächtnis bei den Dominikanern.
1359 siegelte Johan de Monticulo mit dem Familienwappen, und 1385 siegelte Johann van den Buggel, Amtmann zu Oversburg. 1437 war Arnold vom Büchel kurkölnischer Rentmeister.
Besondere Beziehungen der Familie Büchel, die viele Kanoniker und Kanonissen stellte, bestanden zum Kloster Nonnenwerth (Rolandswerth) und zum Bonner Stift St. Cassius und Florentius. Die Büchel waren auch eine der Stifterfamilien der Kölner Minoritenkirche.
Die Familie Büchel ist im Köln-Bonner Raum im 17. Jahrhundert ausgestorben, der geldrische Zweig blühte länger.

### Stammsitz in Köln

#### Haus zum Büchel am Krummen Büchel (Griechenmarkt)
Urkundlich wird in den Schreinsbüchern von St. Peter am Großen Griechenmarkt VI („Kruygmart“ u. ä.) 1310 (ähnlich 1308 u. a.) als „Ansedil“ (1312; = Stammsitz) der Familie der Hof („cura“) von „Johannis de Cumulo, super Cumulum … versus portam Grecorum [= Johann von dem Büchel, auf dem Büchel … Richtung Griechenpforte]“ mit 6 Wohnungen erwähnt. Vorbesitzer war Gerhard Rinderdoye. Eine der Wohnungen, das Haus Cronenburg – später „Zo der Kronen“ bzw. Brauhaus „Zur Krone“ – hatte Tilman de Monticulo († vor 1364) inne.
1365 wird das Anwesen als Haus „ad Monticulum in Monticulo, que fuit olim mansio [= zum Büchel im Büchel, das war früher die Wohnung des] Henrici de Monticulo“ bezeichnet. Die lombardischen Kaufleute Johann (Giovanni) († 1388), Obertijn (Albert) († nach 1401) und Odinus (Ottin) de Montefia und Michael Barbarius in Roermond kauften das Haus „ad Monticulum“ am Großen Griechenmarkt in Köln in diesem Jahr 1365 und erwarben das Bürgerrecht. 1406 heißt es Haus „zome Buchel auf dem Buchel“; 1409 ließ Baldewin (Baudouin) de Montefia († nach 1422), der Sohn Obertins, das Haus „zum Büchel“ weiterverkaufen an Graf Gerhard I. zu Sayn-Sayn (1372–1419) („Haus Seyne“).
Kaiser Sigismund von Luxemburg (1368–1437) übernachtete 1414 anlässlich seiner Krönungsfeierlichkeiten vor der Reise zum Konzil nach Konstanz mit seinem Gefolge im Haus zum Büchel. Der Hof gelangte später in den Besitz der Familien Raitz von Frentz bzw. von Stommel und Staël von Holstein und hieß Frenzen oder Stommeler Hof. 1594/95 wurde er im Stil der Renaissance umgebaut und 1844 abgebrochen. Ein Kamin aus dem Erdgeschoßsaal des Stommeler Hofes – der größte erhaltene Kölner Sandsteinkamin – befindet sich im Kölnischen Stadtmuseum.
Schräg gegenüber vom Griechenmarkt VI lag auf der anderen Straßenseite zur „Alten Mauer“ bzw. zum Blaubach hin das Anwesen Großer Griechenmarkt I. Dort werden als Besitzer 1315 Johannis de Cumulo, 1344/45 Sophie de Cumulo, 1354 Johannis de Albis dominabus und 1402, 1431 Sophien (Fijen) von dem Buchell genannt. Es handelte sich um 4 oder 5 Wohnungen in zwei Häusern unter einem Dach. Am Großen Griechenmarkt 1 stand später das Geburtshaus von Jacques Offenbach (1819–1880).
Auch im Haus Großer Griechenmarkt III weiter zur Griechenpforte hin wird 1334 ein Familienmitglied Thelo de Cumulo erwähnt.

#### Weiterer Besitz in Köln
Am Eigelstein wird 1147/48 bzw. 1176 Werner de Monticulo als Eigentümer genannt. Das Anwesen Kostgasse II im Niederich wurde 1172 von Adolf, Sohn des Adolf de Monticulo gekauft. 1180/85 erwarben es je zur Hälfte Rudolph de Monticulo und Methildis. 1297 verkaufte Hermann von Monticulo die Severinstraße I an die Karmeliter. Das Haus Waidmarkt IV war 1323 im Besitz der Erben de Cumulo. Die Karthäusergasse II gehörte 1308 Johannis de Cumulo und 1365 dem „Mädchen“ (puella) Katherine de Cumulo. Der Mühlenbach II war vor 1369 im Besitz des Johannis de Monticulo gewesen.

#### Beginenhaus „zum Büchel“
Ein Haus „zo dem Buchel“ neben dem Kloster St. Ursula „hinter der Küche der Äbtissin ‚Zu den Jungfrauen‘“ („retro coquinam abbatisse ad Virgines“) stammte aus einem Anteil der Sophia von Büchel; 1355 vermachte die Begine Katharina dicta de Monticulo (Katharina genannt vom Büchel), ein Haus, das sie im Gehöft („vicus“) hinter der Küche der Äbtissin bewohnt, den Dominikanern. 1399 beurkunden Prior Nikolaus Bucheler und der Konvent der Kölner Dominikaner, dass ihnen die Kölner Begine Katharina de Monticulo ihr Wohnhaus bei der Äbtissinnenküche für den Todesfall ihrer Schwester Sophia vermacht hat.
Der bedeutendste Beginen-Konvent an dieser Stelle wurde als „Wijssen-Konvent“, „Wißen-Convent“ (1390) oder „des Wyssen convent“ bezeichnet und wahrscheinlich um 1250 von Gerardus Albus (= Weiß) gegründet (erstmals erwähnt 1255, letzte Erwähnung 1853); weitere Konvente bestanden in unmittelbarer Nähe am Holzmarkt (1465 aufgegeben) und in der Ursulastraße (1422 bereits erloschen).

### Besitzungen um Rommerskirchen, Köln, Wesseling, Bonn, in der Eifel u.a.
Die Familie Büchel war unter anderem im Erzstift und in der Stadt Köln, in Rommerskirchen, in Godorf („Locherhof“), Keldenich („Buchelerhof“, heute Schwingeler Hof), Dottendorf, Plittersdorf und Godesberg (später „Krummels-Lehn“), Schweinheim, Witterschlick („Buchels guet“), Muffendorf („Buchelslehen“ beim Siegburger Hof, vermutlich Lehen des Bonner Cassius-Stiftes oder der Abtei St. Michael in Siegburg), Rüngsdorf, Königswinter, Berkum, Adendorf und in der Herrschaft Landskron begütert.
Den Familienbesitz „Buchels guet“ oder „Hof Buchels“ in Witterschlick verkaufte 1480 Thoenis (Anton) van dem Buchell „aus Not“ so, wie ihn seine Vorfahren besessen hatten und er in der Erbteilung mit seinen Brüdern und Schwestern an ihn gefallen war. Im 16./17. Jahrhundert war der Hof wieder im Besitz der Familie von Büchel: 1555 bis 1572 wird Apollonia von Büchell genannt, 1599 besaß ihn Maria von Enschringen († 1607), Wittib von Büchel, und 1602 erscheint ihr Sohn „Juncker Henrich Frantz Buchell“ († 1607) in einem Witterschlicker Weistum. Der Hof brachte eine Pacht von 28 Malter Hafer ein und war zur Steuer von 4 Gulden 7 Albus 7 Heller veranschlagt. Er fiel später an Konrad Georg von Nechtersheim genannt Krummel († nach 1673) und wurde „Crümmelshof“ genannt.

### Wiesdorf

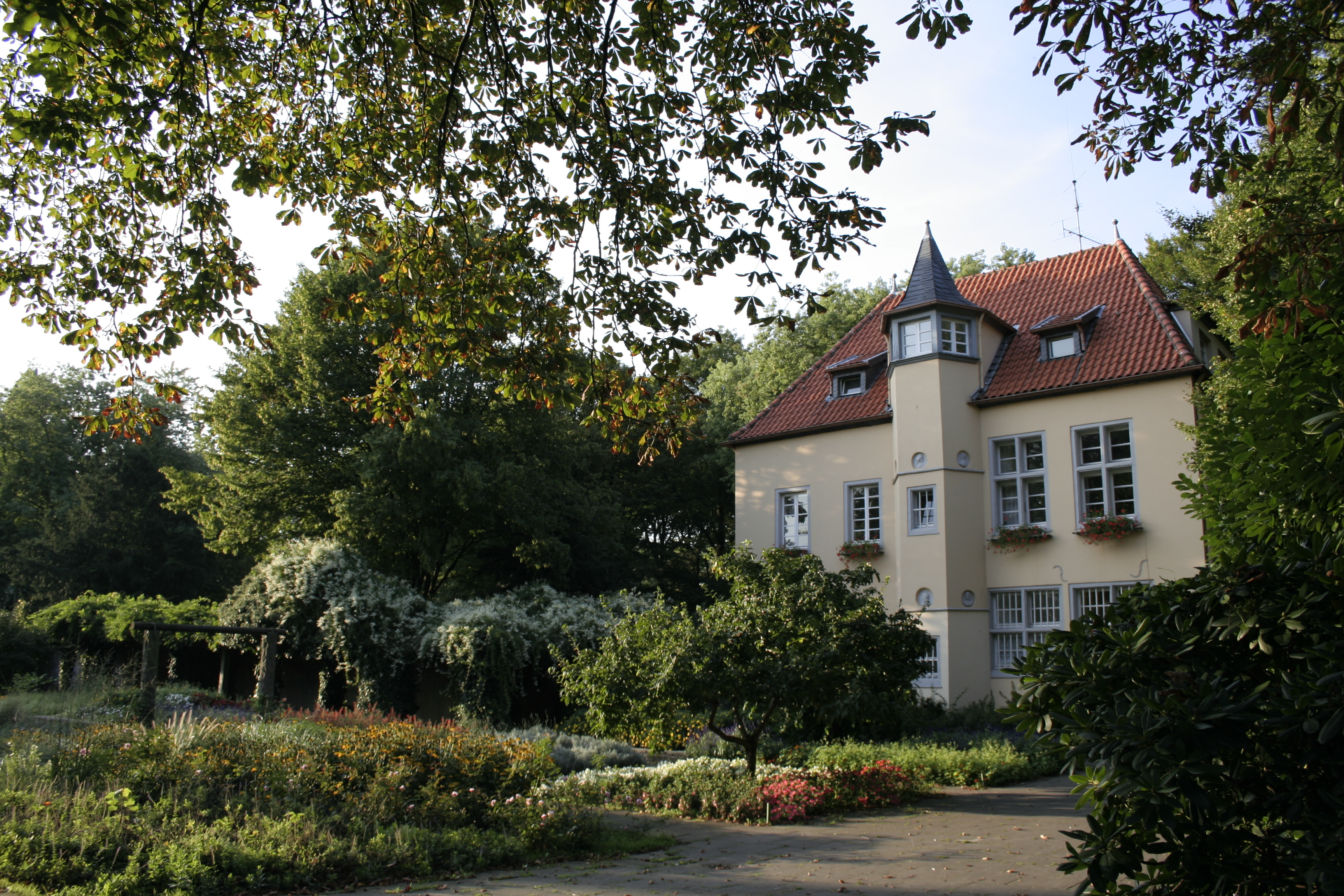
Doktorsburg in Wiesdorf, Neubau von 1682

1171 war Ritter Cunradus de Buchele, ein Dienstmann des Grafen Engelbert I. von Berg († 1189), Besitzer der Wasserburg (Motte) „Haus Büchel“ („Oberbüchel“) in Wiesdorf. Lic. Henrich von Buchel (1510/15–1597) („de Westorp, Wystorp, Wustorp“) wurde hier geboren.
1540 erwarb der Kurkölner Rat Dr. Jakob Omphal (1500–1567) einen Teil des Gutes mit der Motte, nach ihm wurde das Herrenhaus später „Doktorsburg“ genannt.
Noch unter Albus vom Büchel (Albertus de Buchele) (1218 auf einem Kreuzzug im Gefolge Graf Adolf III. († 1218) vor Damiette) gehörte zum Haus Büchel der in der Nähe der Motte gelegene Hof „auf dem Büchel“, auch „zum Büchel“, „Buycheler Hof“ oder „Büchelter Hof“ (heute Straßenname „Am Büchelter Hof“). Zum Büchelter Hof gehörte auch die Küppersteger Ölmühle am Übergang über die Dhünn zwischen Wiesdorf und Bürrig. 1264 wurde der Besitz getrennt. Graf
Adolf V. von Berg († 1296) schenkte den Büchelter Hof dem Zisterzienserinnen-Stift Gevelsberg, das 1281 noch weitere Besitzungen in Wiesdorf erwarb. In der ersten Hälfte des sechzehnten Jahrhunderts gehörte der Besitz Adolf von Zellis, 1555 war der Bücheler Hof im Lehnsbesitz des Philipp von Bornheim aus dem Erbe seiner Frau, einer Tochter des Wilhelm von Zylis. Kurmenden aus dem Bücheler Hof wurden an das Stift St. Maria an der Kirche St. Lambertus in Düsseldorf bezahlt.

### Paffendorfer Zentstreit

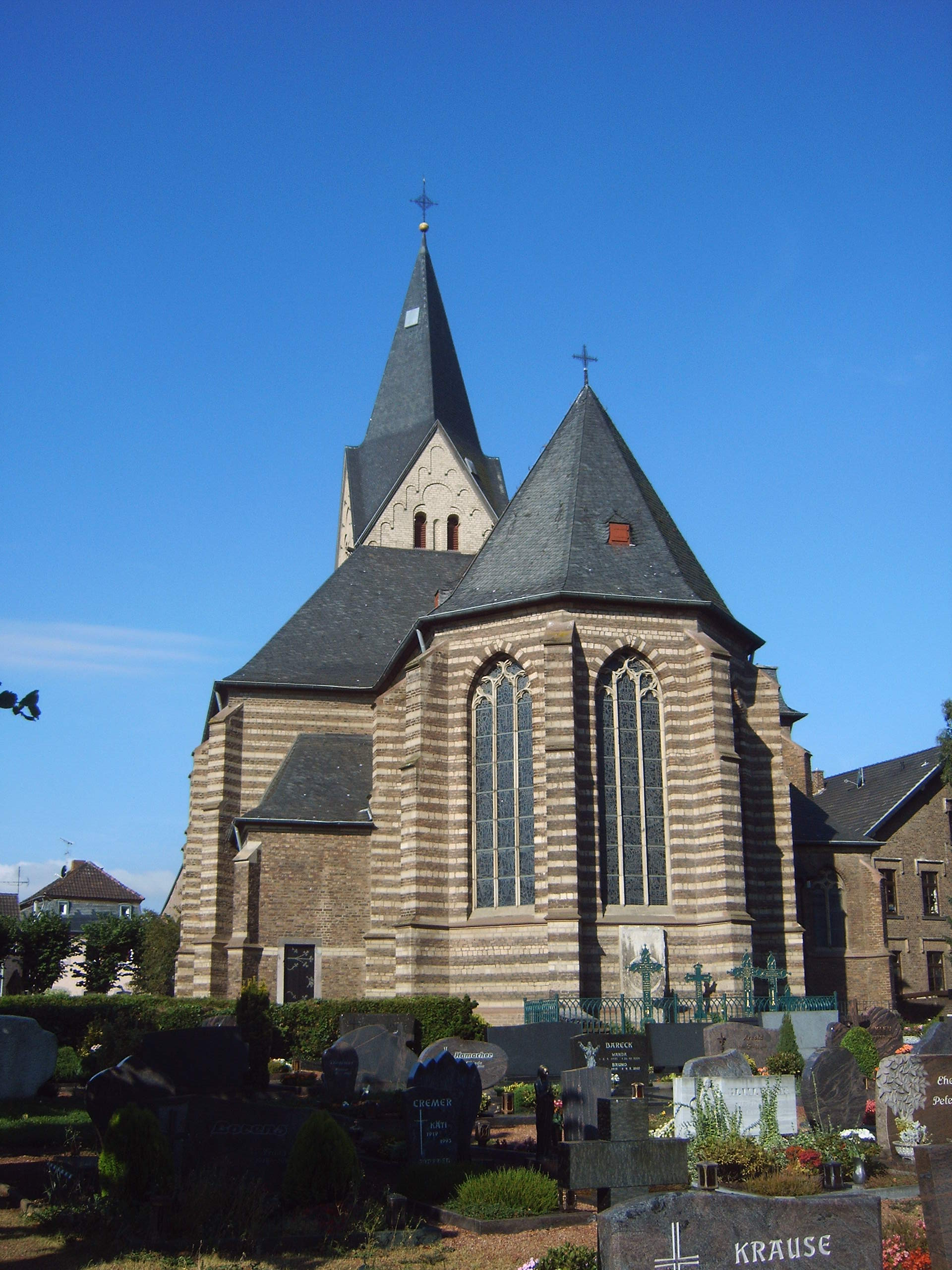
Chor der Kirche in Paffendorf

Der Kölner Kleriker Johann vom Büchel (de Monticulo) erhielt 1323 von Papst Johannes XXII. († 1334) als Benefizium einen Teil des Zehnten der Pfarrkirche von Paffendorf und wurde deren Rektor. Er war gleichzeitig auch Säkularkanoniker des Stiftes St. Gertrud in Nivelles in der Diözese Lüttich und 1328 Nachfolger des verstorbenen Henrich von Aspisheim als Kanoniker von St. Florin in Koblenz in der Diözese Trier.
Ab 1351 führte Johann vom Büchel einen Prozess gegen Äbtissin Katharina von der Mark († 1360), Pröpstin Oda von Mulsberg († um 1568), Dekanin Irmgard von Broich († 1370) und Kapitel des Stiftes Essen und erwirkte bei Papst Clemens VI. († 1352) eine einstweilige Verfügung zu seinen Gunsten; der Streit endete 1355 mit einem Vergleich.

### Essener Fronhof in Godesberg
In Godesberg besaßen die Büchel einen Fronhof („Büchelslehen“ oder „Buchelerhof“), der der Herrschaft des Stiftes Essen unterstand. 1488 werden Johann von Büchel und seine Frau Loppa als Lehnsträger genannt; er soll zwei Söhne namens Johann – einer verheiratet mit Anna – und eine Tochter Paitza (Beatrix) gehabt haben.
Edmund von Buchell (um 1463–1548) übertrug 1536 seinen Anteil an seine Neffen Konrad und Johann von Buchell, Söhne seines Bruders Johann von Buchell d. J. († vor 1535). Um das Büchelsche Erbe in Godesberg, das Johann von Büchel d. J. zugefallen war, wurde 1585 nach dem Aussterben dieser Linie mit dem Tod von Gotthard von Büchel († 1584) ein Erbteilungsvertrag unter den Nachkommen von Edmunds und Johanns Bruder Heinrich von Büchel († vor 1525) bzw. dessen Sohn Heinrich von Buchel († 1597) zu Dottendorf geschlossen.
Hugo von Büchel verpfändete 1618 seinen „Buchelerhof“ zu Godesberg samt seiner eingehörigen Länderei, Weingarten, Wiesen und Baumgarten an den Hildesheimer Kanzler Melchior von Kempis († 1628). 1641 erklärte die Abtei St. Michael gegenüber seiner Witwe Anna Agnes von Weiß ein Lehen in Godesberg für verfallen, hob aber 1659 die Beschlagnahme zu Gunsten von deren zweiten Ehemann Konrad Georg von Nechtersheim genannt Krümmel († nach 1673) zu Firmenich und Dottendorf wieder auf.
Ab 1649 bis Anfang des 18. Jahrhunderts wurde um das Erbe der Apollonia von Büchel († 1636), Hugo von Büchels Tochter, aus dem ehemaligen Besitz von Johann von Büchel († nach 1466) und seiner Frau Agnes von Stromberg († nach 1466) ein Prozess vor dem Bonner Hofgericht und dem Reichskammergericht geführt, den Dietrich von Eltz (1620–1703) gegen Konrad Georg von Nechtersheim genannt Krümmel angestrengt hatte. In diesem Prozess spielte eine große Rolle, bei welchen Besitzungen es sich um Allodialbesitz, bei welchen es sich um feudale Lehen und bei welchen es sich um Kurmuts- bzw. Erbpacht-Güter gehandelt hatte, die in der weiblichen Erbfolge und in der Ehegatten-Erbfolge in den verschiedenen Territorien (Kurköln, Herzogtum Jülich, Stift Essen) teilweise unterschiedlich behandelt wurden.

### Kanoniker und Kanonissen am Niederrhein
Mitglieder der Kölner Familie Büchel waren Kanoniker und Kanonissen verschiedener bedeutender niederrheinischer Klöster und versahen dort zeitweise die Ämter von Äbtissinnen, Scholastern, Domsängern (Kantoren) oder Kellerinnen (in Klammern die erstmalige Erwähnung):
Männerklöster und -kanonikate
- Säkularkanonikat für das Damenstift St. Ursula in Köln, Erzbistum Köln (1176)
- Komtureien des Johanniterordens, exemt (1204)
- (unsicher) Stift St. Marien in Tournai, Bistum Tournai (vor 1262)[33]
- Doppelkloster St. Gertrud und St. Peter in Nivelles, Bistum Lüttich (1323)
- Stift St. Georg in Köln, Erzbistum Köln (1326)
- Stift St. Florin in Koblenz, Erzbistum Tier (1328)
- Stift St. Cassius und Florentius in Bonn, Erzbistum Köln (1489)
- Stift St. Marien in Pfalzel, Erzbistum Trier (1567)
- Stift St. Peter in Utrecht, Bistum Utrecht (Mitte des 16. Jahrhunderts)
- Stift St. Marien in Utrecht, Bistum Utrecht (Mitte des 16. Jahrhunderts)
- Benediktiner-Stift St. Chrysanthus und Daria in Münstereifel, Erzbistum Köln (1599)

Frauenklöster
- Benediktinerinnen-Kloster Rolandswerth (Nonnenwerth) bei Remagen, Erzbistum Köln (vor 1490)
- Stift St. Cosmas und St. Damian in Essen, Erzbistum Köln mit Privileg der Exemption (1. Hälfte des 16. Jahrhunderts)
- Benediktinerinnen-Kloster Marienberg bei Boppard, Erzbistum Trier (Anfang des 17. Jahrhunderts)

#### Äbtissinnen von Rolandswerth
Das Kloster Rolandswerth bei Remagen hatte sich 1465 der benediktinischen Reformbewegung der Bursfelder Kongregation anschlossen und unterstand seit etwa 1517 der Aufsicht von Groß St. Martin in Köln.
Demudis von Buchel († 1507) war von 1490 bis 1507 Äbtissin des Klosters. Ihre Grabinschrift verfasste der Humanist Jakob Siberti (1485–1519), Mönch der Abtei Laach. Der Grabstein wurde 1632 von den Schweden zerstört.
Ihr folgte als Äbtissin von 1507 bis 1543 ihre Schwester Gertrud von Büchel (1467–1543). Sie war eine geschätzte Kalligraphin und Malerin von Buchillustrationen, die das Malen im Engeltaler Kloster in Bonn gelernt hatte. Kaiser Maximilian I. (1449–1519), der bereits 1486 einmal in Rolandswerth gewesen war, besuchte das Kloster 1508 während ihrer Regentschaft und nahm es in seinen Schutz. Johannes Butzbach genannt Piemontanus (1478–1516), Prior der Abtei Laach, widmete Gertrud von Büchel 1505 sein Libellus de praeclaris picturae professoribus ad Gertrudem sanctimonialem, insignem pictricem in insula Rolandi als Dank für Malereien, die sie nach Laach geschickt hatte.
Nachfolgerin Gertrud von Büchels als Äbtissin wurde Apollonia von der Heiden († 1558), vermutlich ihre Nichte oder eine andere Verwandte ihres Schwagers Johann von der Heyden (* um 1475; † 1541/48).
Das Nekrologium des Klosters Rolandswerth nennt als Wohltäter Sophia a Buchel (8. April), Dominus Jacobus Buchel „Canonicus et cantor Bonnensis“ (= „Kanoniker und Kantor in Bonn“) (1. Mai), Sr. Elisabeth Buchel „professa Monialis nostrae Congregationis“ (= „Professa (Nonne mit abgelegtem Gebübde) unseres Ordens“) (9. Mai), Joannes Buchel, „Canonicus et scholasticus Bonnensis“ (12. Mai [1523]), Domina Gertrudis Buchell (7. Oktober [1543]), Joannes Buchel (27. Oktober), Agnes Buchel „vidua“ (= „Witwe“) (12. Oktober), Sr. Christina a Buchel „monialis professa istius Claustri, quae officium cellerariae octo annis … adimplevit“ (= „Professa dieses Klosters, die acht Jahre lang das Amt der Kellerin versah“) (14. Oktober) und Demodis a Buchel (23. November [1507]) „quae multis annis … nostro Monasterio … praefuit“ (= „die viele Jahre … unserem Kloster … vorstand“).

### Herrschaft Dottendorf

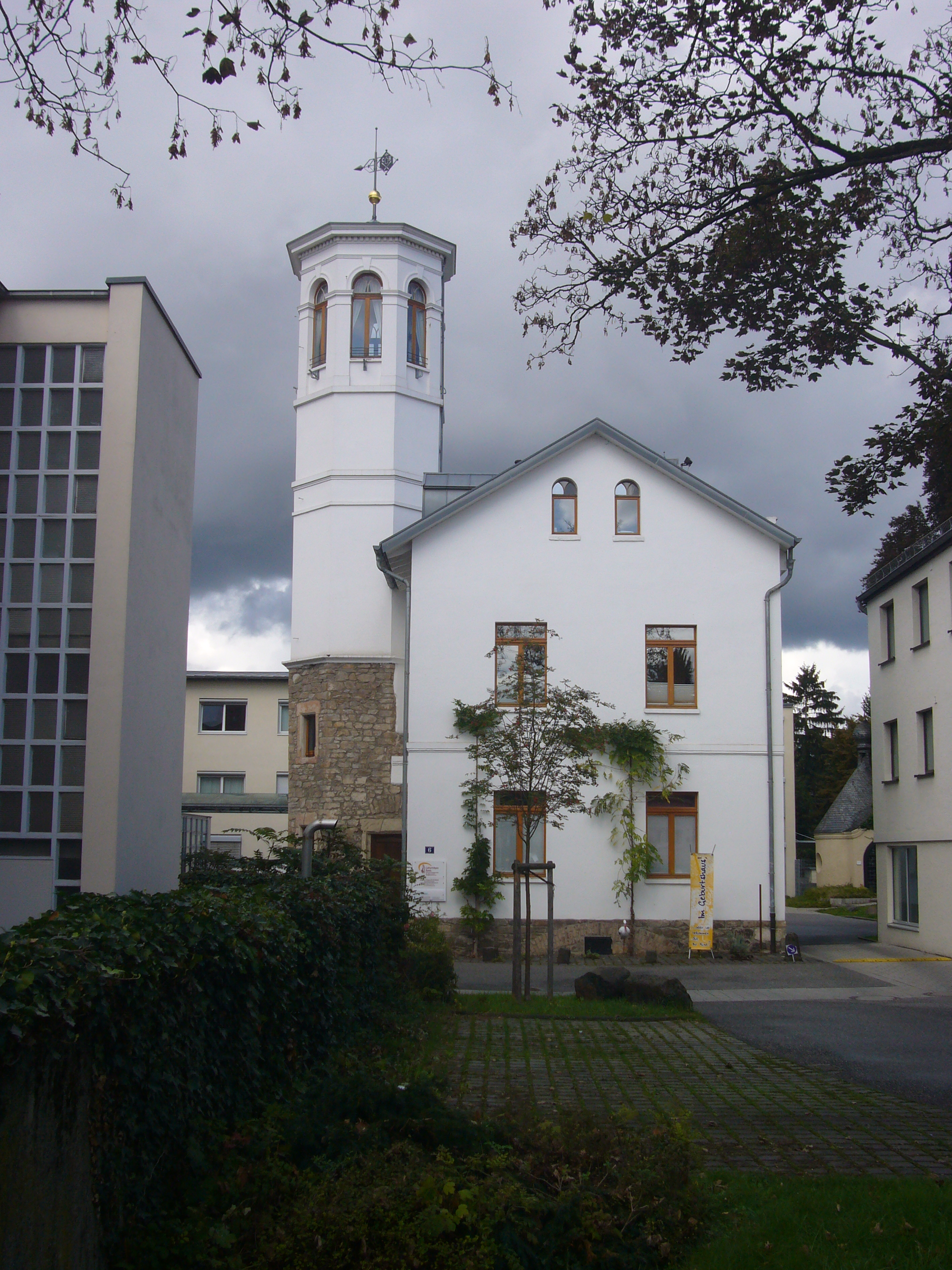
Burg Dottendorf (Neubau aus dem 19. Jahrhundert)

Bereits 1449 ist Grundbesitz der Familie Büchel in Dottendorf belegt. 1491 wird Burg Dottendorf als Besitz der Herren von Büchel genannt („Büchelslehen“). Die Burg, die noch wesentlich älter ist, war ein Lehen des Bonner Cassius-Stiftes.
Als Erbe der Anna Agnes von Crümmel, verw. von Büchel, geb. von Weiß († 1677) verkaufte Bertram Marsilius von Nechtersheim genannt Crümmel, Herr zu Vettelhoven, die freiadelige Burg 1684 an den Bonner Ratsverwandten Johann Heinrich Wasserfaß.

### Besitzungen in Hachenburg
Agnes von Stromberg († nach 1466), die Ehefrau von Johann von Buchell d. Ä. († nach 1466), hatte Mitte des 15. Jahrhunderts Besitzungen in Hachenburg in die Familie Büchel eingebracht. 1507 klagte die Nonne Elisabeth von Stromberg aus Freiendiez vor dem Hachenburger Stadtgericht gegen Johann Buchel († 1523) bzw. Heinrich Buchel († vor 1525) wegen Gütern zu Hachenburg.

### Büchelsburg und Gut zu Vettweiß
Vettweiß im Amt Nideggen des Herzogtums Jülich kam Anfang des 16. Jahrhunderts von seiner Mutter Katharina von Hackenbroich bzw. seiner Großmutter Fritza von Weyss an Konrad von Buchell († nach 1553). Die „Untere Burg“, eine Wasserburg, wurde bald „Büchelsburg“ genannt (im 19. Jahrhundert niedergelegt). Die Hauptburg war im Besitz der Familie von Hocherbach.
Nach dem Tod von Konrads Sohn Gotthard von Büchel († 1584) nahmen die Vettern und Basen zweiten Grades, die Kinder von Heinrich von Buchel († 1597), den adeligen Sitz in Besitz; im Erbteilungsvertrag von 1585 erhielt ihn Hugo von Büchel († 1636) zu Dottendorf. Hugo von Büchel stritt sich Ende der 1620er Jahre mit Metzgen (Mechtild) Mavert und dem jülisch-bergischen Vizekanzler und burgundischen Rat Lic. Bernhard zum Pütz (de Puteo) (1558–1626/28) um Ansprüche in Vettweiß.
Ab 1697 strengte Andreas van Hillensberg, ein weitläufig angeheirateter Verwandter der Magdalena von Büchel († zwischen 1600 und 1616), einen Prozess vor dem Hauptgericht Jülich, dem bergischen Hofgericht Düsseldorf und dem Reichskammergericht an, um in den Besitz des Gutes zu gelangen.

### Herrschaft Weyer bei Mechernich
1531 bis 1638 war ein Zeig der Familie Büchel von Kurköln mit der Hälfte des Hauses Weyer belehnt.
Zunächst erhielt diese Hälfte Dietrich von Büchel († 1552) zu Dottendorf, der Sekretär des Kölner Erzbischofs Hermann V. von Wied (1477–1552; reg. 1515–1547), der Anspruch auf einen Erbteil seiner Mutter Apollonia Krümmel von Nechtersheim († zwischen 1506 und 1525) geltend machte. Dietrich von Büchel war Dr. jur. und gehörte zu den engsten Mitarbeitern des Kölner Erzbischofs bei dessen Reformationsversuch.
Zu dem Lehen Haus Weyer gehörte im Raum Mechernich auch Streubesitz in Zingsheim („Büchelhof“), Besch, Lorbach, Kallmuth, Altzen (Wüstung bei Kallmuth), Urfey, Eiserfey, Dreimühlen, Bergheim, Niederheim (Wüstung bei Bergheim) und Harzheim.
Nachfolger als Lehnsmann von Weyer wurde ab 1554 Dietrichs Bruder Heinrich von Büchel († 1597) zu Dottendorf, Lizenziat der Rechtswissenschaft und Rat mehrerer Trierer und Kölner Kurfürsten.
1560 verglich sich Werner Krümmel von Nettersheim zu Weyer, Inhaber der anderen Hälfte des Lehens, mit Heinrich von Büchel, der als Entschädigung für seine Hälfte an Burg und Hof Weyer den ganzen Hof zu Urfey erhielt. Nach verwickelten Erbstreitigkeiten zog Kurköln 1636/38 nach dem Tod des Hugo von Büchel († 1636) beide Hälften des Hauses Weyer als erledigtes Mannlehen ein.

### Gelderland
Edmund von Buchell (um 1463–1548) war vor 1492 in das Gelderland übersiedelt und Drost, später Statthalter von Büren und Beusichem in Gelderland des Grafen Floris van Egmond (1469–1539) geworden. Er war dort Herr von Crayestein bei Tricht (Geldermalsen). Seine Besitzungen um Godesberg verkaufte er 1536. Durch seine Frau Judith von Zuylen (um 1490–1544) erwarb die Familie Buchell auch Besitzungen in Blasenburg bei Houten und Essenstein bei Vianen.
Edmunds Sohn Johann van Buchell (1504–1584) verkaufte die Herrschaft Blasenburg. Johanns Bruder Hubert van Buchell (1513–1599) war Dr. jur. utr. und Kanoniker des Utrechter Marienstifts. Er übersiedelt um 1570 nach Köln und kaufte dort das Haus „Zum Wetterhahn“ („Zo dem Wederhane“, auch „ad Ventilogium“) auf der Hohe Straße zwischen Schildergasse und Blindgasse (in seinem Testament „Wedderhaynen“, „Wederhaen“ oder „in den Wederhaluwen, voor den Augustijnere“ genannt; heute: Kaufhof, Hohe Straße 41–53) im Schreinsbezirk von St. Peter. Hubert van Buchell war Stifter der Stadtbibliothek (heute: Universitätsbibliothek) und der van Buchell-Stiftung in Utrecht.
Edmund von Buchells Enkel Arnoldus Buchelius (1565–1641) war ein bedeutender niederländischer Humanist, Jurist, Antiquar, Genealoge und Heraldiker.
Die Herrschaft Crayestein trug 1595 Emont van Buchell († 1597) dem Lehnsherrn wieder auf. Sie kam an Edmond de Gruyter († 1632), den Ehemann einer Enkelin Edmund von Buchells. Dessen Sohn Arnold Gruyter verkaufte Crayestein 1667.

## Wappen

Wappen der Familie Büchel

Drei silberne Kugeln in rotem Feld balkenweise, auf dem Helm eine silberne Kugel zwischen zwei roten Adlerflügeln (geschlossener Flug), Helmdecke rot-silber, erwähnt seit 1359.

## Familie

### Nachkommen von Henrich von Büchel
Henrich von Büchel, verheiratet mit Margaretha Cloyt (Cloits); deren Kinder:
1. Johann von Buchell d. Ä. (* um 1420/30; † nach 1466), verheiratet mit Agnes (= Loppa?) von Stromberg (* um 1420/30; † nach 1481[47]), Tochter von Stadtschultheiß Johann (Henne) von Strombergh († um 1451) aus Hachenburg und N. von Betzdorf[17]; deren Kinder:
  1. Heinrich von Büchel († vor 1525) zu Dottendorf, verheiratet mit Apollonia Krümmel von Nechtersheim († zwischen 1506 und 1525), Tochter von Richard d. Ä. Krümmel von Nechtersheim († 1523) zu Gartzem und dessen zweiter Ehefrau Sophie von Boulich († nach 1523)[A 7]; deren Kinder:
    1. Dietrich (Theodor) von Büchel (* um 1505/15; † 1552) zu Dottendorf und Weyer, kurkölnischer Rat
    2. Heinrich von Büchel (* um 1510/15 in Wiesdorf; † 1597) zu Dottendorf und Weyer, 1532 immatrikuliert in Köln („Henr. Buchel de Westdorf“), 1533 Magister („de Wystorp“), kurtrierischer und kurkölnischer Rat, vor 1550 verheiratet mit Maria von Enschringen († 1607)[A 8][48], Tochter des Fiskals, Advokaten und Dekans der Trierer Artistenfakultät Gerhard von Enschringen (* vor 1490; † zwischen 1560 und 1572)[49] und Irmgard von Rolingen († nach 1572); deren Kinder:
      1. Franz Heinrich von Büchel († 1607), seit 1597 Herr von Weyer; seine Witwe (Maria) Martha, geb. Zandt von Merl (1553–1625) wurde im Kloster Marienberg bei Boppard begraben, in dem ihre Schwester Amalia Äbtissin war, Grabplatte 1802 zerstört[50]; die Ehe blieb kinderlos
      2. Johannes von Büchel (Buchell) († wohl vor 1585)[A 9], 1567 bis 1577 Kanoniker in Pfalzel, 1570 Baccalaureat in Trier, 1574 Alumne am Collegium Germanicum in Rom, tauscht 1577 die Pfründe in Pfalzel gegen ein Kanonikat in Vianden, 1577 Pfarrer von Kesseling
      3. Hugo von Büchel († 1636), 1599 Kanoniker und Scholaster in Münstereifel, 1616 Dispens für die Heirat um 1619 mit Anna Agnes von Weiß († 1677), Tochter des Kurkölner Stadtvogtes zu Ahrweiler Wilhelm von Weiß (Weyss) († um 1640/44) zu Vettelhoven und Margarethe von Gertzen genannt Sintzig. Anna Agnes von Weiß war in zweiter Ehe mit Konrad Georg von Nechtersheim genannt Krummel von Firmenich und Dottendorf († nach 1673) verheiratet; Kinder aus der Beziehung mit Hugos Haushälterin Elsgen Elsich aus Lommersum (1)[51] und der Ehe (2):
        1. Hans Heinrich genannt Büchel (* vor 1619)
        2. Apollonia von Büchel (nach 1619–1636)

      4. Magdalena von Büchel († zwischen 1600 und 1616), erwähnt als Jungfer Magdalen Büschels in einem Güterverzeichnis des Cassiusstiftes in Bonn von 1597[52]. Es handelt sich möglicherweise um dieselbe Magdalena von Büchel, die verheiratet war mit Wilhelm Judenkop von Streithagen zu Uersfeld (um 1558–1607), der in zweiter Ehe Johanna von Eys (Eijs) genannt Beusdael († 1660)[A 10] heiratete, 1598 vom Kölner Koadjutor Ferdinand von Bayern (1577–1650) mit Gütern des verstorbenen Godart von Buchel in Godesberg und Plittersdorf belehnt; deren Tochter:
        1. (unsicher)[53] Elisabeth Judenkop von Streithagen zu Uersfeld, heiratete Johann von Wierdt († vor 1641) aus Puffendorf; in einem Teil der Forschung gilt Elisabeth von Streithagen als Mutter des Reitergenerals Johann von Werth (1591–1652)[54]

      5. Veronica von Büchel genannt Weiß († 1607), gemeinschaftlicher Grabstein mit ihrer drei Tage später verstorbenen Mutter in der katholischen Pfarrkirche in Rheinbach-Ipplendorf[48]; Heinrich von Weiß, Sohn des Richard von Weiß, war 1572, 1590 Lehnsträger des benachbarten Hofes Klein-Altendorf
      6. (vermutlich) Johanna (Anna) Apollonia a Buechell († 1633), Kellerin des Klosters Marienberg bei Boppard, Grabplatte 1802 zerstört[50], 1632 belehnt

  2. Jakob van dem Buchell (* um 1465/70 in Dottendorf; † 1518/23)[55], 1484 immatrikuliert in Köln („Jac. Buychel de Doddendorp“), Kantor („senger“) und Kanoniker des Stiftes St. Cassius in Bonn, Bruder des Kanonikers Johann van dem Buchell
  3. Johann von Buchel [d. Ä.] († 1523), kurkölnischer Rat, Registrator, Kanoniker und Scholaster des Stiftes St. Cassius in Bonn und Bruder des Kanonikers Jakob van dem Buchell. In seinem Nachlass fanden sich Akten der Agnes von Strombergh, Witwe des Johann Buchel, gegen den Abt zu Heisterbach[56]. Er kaufte 1491 zusammen mit seinem Bruder Jakob von Büchel Ländereien in Godesberg, Plittersdorf, Rüngsdorf, Muffendorf und Schweinheim zu ewigen und erblichen Renten und erhielt 1494 Grundabgaben aus Dottendorf. Der „Registrator und vnnd Canonich Johannes von Buchel“ wirkt 1502 im Auftrag des Kölner Erzbischofs Hermann IV. von Hessen (1480–1508) mit bei einem Vergleich der Städte Schmalenberg, Hallenberg und Winterberg mit der Stadt Medebach[57], 1505 wird „Johann Buechel Scholaster zu Bonn“ in einem Hildener Weistum unter den Räten Erzbischofs Hermanns erwähnt[58]. Elisabeth von Stromberg klagte 1507 vor dem Hachenburger Stadtgericht gegen Johann Buchel, kurkölnischen Registrator und Rat sowie Scholaster zu Bonn, bzw. Heinrich Buchel wegen Gütern zu Hachenburg[59]; möglicherweise identisch mit dem folgenden (Johann von Büchel d. J.)[60]
  4. Johann von Büchel d. J. († vor 1535), verheiratet (I. mit Anna N.?[11], II.) mit Katharina von Hackenbroich[61], Tochter von Heinrich von Hackenbroich und Fritza von Weyss, Besitzerin eines Gutes in Vettweiß; Kinder:
    1. Konrad von Buchell zu Vettweiß († nach 1553), tauschte zusammen mit seinem Bruder Johann 1534 mehrere Güter mit dem Birgittenkloster Marienforst bei Godesberg,[62] verheiratet I. mit N. Schall von Bell[63], II. mit Elisabeth (Eva, Elsbeth) von Beeck[A 11] († nach 1553); deren Sohn (aus der II. Ehe):
      1. Gotthard (Godart, Goddert, Göttert) von Büchel († 1584), Lehnsmann in Godesberg und Vettweiß, im Godesberger Weistum von 1577 genannt[64], erhielt 1579 bei einer Erbteilung den Hof Gerichhausen (Gairckhuisen) zugesprochen; über seinen Besitz schlossen 1585 die Geschwister Franz Heinrich, Hugo, Magdalena, Veronica und Apollonia von Büchel zu Dottendorf, „Vettern und Basen“ des kinderlos Verstorbenen, einen Erbteilungsvertrag[65]

    2. Johann von Büchel († nach 1536), 1536 von seinem Onkel Edmund von Buchell und dessen Frau mit der Übertragung der Güter bei Godesberg bevollmächtigt. Er oder sein Vater dürften identisch sein mit dem Bonner Bürger Hans von Büchel, der 1500 zusammen mit seiner Frau Lysbeth (Elisabeth) N. ein halbes Lehen an einem Hof zu Dottendorf verkaufte[66]

  5. (vermutlich) Beatrix (Paitza)[11] († wohl vor 1481)[47]
  6. Edmund von Buchell (um 1463–1548), Drost von Büren und Beusichem in Gelderland, Herr von Crayestein, verheiratet mit Judith von Zuylen (um 1490–1544), Dame von Blasenburg, Tochter von Arent Janszoon van Zuijlen (um 1465–1518), Herr von Blasenburg, und (⚭ um 1490) Zwederina van Culemborg (* um 1465), Dame von Essenstein; ihre 14 Kinder:
    1. Johann van Buchell (1504–1584 auf der Pley zu Huissen), verheiratet mit Gijsberta van Wijnen (Gisberta Weyer) († vor 1629); deren Kinder:
      1. Martin (Maerten) van Buchell (* um 1560/70, † 1611), Herr von Dottendorf und Wittenstein, heiratete um 1590/1600 Clementia von Steinhausen (van den Steenhuys), die in erster Ehe mit Johannes de Rover verheiratet gewesen war, Bürgermeister von Tiel; deren Kinder:
        1. Emont van Buchell († 1597)
        2. Gerardt (Gerhard) van Buchell, heiratete 1618 J. van Erp, verwitwete van Elst
        3. Elisabeth van Buchell zu Dottendorf († nach 1649), heiratete 1613 Leutnant Gerhard (Gerrit) von Elß zu Lagenpoel († nach 1649), Kapitän und Kommandant zu Rees; deren Sohn:
          1. Dietrich (Theodor) von Eltz (1620–1703), heiratete I. Ermengarde van Lynden (1625–1680), Herrin von Boelenham, II. 1684 Elisabeth Pieck, Herrin von Enspijk

        4. Gijsberta van Buchel († 1670), heiratete 1613 Huibert van Leuven, Herr von Vuijlcop und Reigersfort

      2. Judith van Buchell († 1609), verheiratet I. mit Rombout Brandijs, II. mit Guillaume de True und III. mit Victor Eustaes (Stent) van Liss,

    2. Aart (Aerent, Arnd) van Buccel (1505–1573)[67], 1523 immatrikuliert in Köln („Arn. Buchell de Buren“), 1529 in Orléans, Liz. leg., vor 1535 Kanoniker des Stiftes St. Peter in Utrecht, 1534/36 Advokat am Offizialat in Lüttich, dessen Kinder aus verschiedenen Beziehungen (1–2) und mit Brigitta Jansdochter (3–5):
      1. Melchior Aertsz., Schuster
      2. Geertruid van Buchell (um 1540–1616), heiratete 1561 Direk Willemsz. de Lange
      3. Johanna van Buchell (1561–1574)
      4. Maria van Buchell (1562–1565), heiratete 1589 Jacob Queeckel (Quekel) aus Dordrecht
      5. Arnoldus Buchelius (1565–1641), niederländischer Humanist, verheiratet mit Claesje (Nicolaasje) van Voorst (1564–1644), Witwe (⚭ 1587) des Stadtrates Valentijn van der Voort († 1591), Tochter des Zinngießers und Kaufmanns Cornelis van Voorst (um 1530–nach 1585) und der Petronella van Overmeer (um 1535–1581); deren Sohn
        1. Aernt Buchelius (1594–1611)

    3. Swedera van Buchell (* 1506)
    4. Cornelia van Buchell (* 1507)
    5. Anna van Buchell (* 1507)
    6. Augustin van Buchell (* 1510)
    7. Friedrich van Buchell (* 1511)
    8. Hubert (Hybrecht) Edmundsz. van Buchell (1513–1599), 1534 immatrikuliert in Köln, Kanoniker des Utrechter Marienstifts
    9. Geertruyt van Buchell (* 1514), vermutlich verheiratet mit Cracht Kloeck († nach 1571)[68]
    10. Lucie (Magdalena) van Buchell (1515-nach 1564; vielleicht † 1585 als Witwe van Doorn), verheiratet mit Frederik Stevensz. van Zuylen zu Nyevelt (1485–1564), deren Kinder:
      1. Steven van Zuylen zu Nyevelt (1530–1596), heiratete I. 1559 Cornelia van Oostrum (um 1536–1563), II. 1564 Johanna van Ermel († 1596)
      2. Theodora (Diderica) van Zuylen, verheiratet mit Liz. jur. utr. Hendrik van der Vecht, Sohn von Bürgermeister Johann van der Vecht aus Kampen
      3. Judith van Zuylen († nach 1598)[A 12], verheiratet mit Emond de Gruijter, Herr von Crayestein, Hofmeister des Grafen Philipp von Hohenlohe (1584–1628)

    11. Swedera van Buchell (* 1516), „de tweede Sweerken“
    12. Agnes van Buchell (1519–1573), verheiratet in erster Ehe mit Berndt van Wess († nach 1544) zu Pluimenburg, in zweiter Ehe mit Hubrecht (Hubert) Dirksz. van Buren († um 1555), der 1548 mit Haus Reigersfort bei Tricht belehnt wurde
    13. Anna van Buchell (* 1522)
    14. Florens van Buchell (* 1524), jung gestorben

  7. Demudis von Buchel († 1507), Äbtissin von Rolandswerth
  8. Gertrud (Gertrudis) von Büchel (1467–1543), 1507 bis 1543 Äbtissin von Rolandswerth, Kalligraphin und Malerin. 1535 erklärte sie, ihren beiden verstorbenen Brüdern 240 Gulden aus der Klosterkasse geliehen zu haben, und ließ diese Schuld von ihren Neffen Dietrich, Heinrich, Konrad und Johann van Buchel anerkennen[69].
  9. Margret vam Buchel (* um 1475; † nach 1526[70]),[47] heiratete um 1505 Johann von der Heyden (* um 1475; † 1541/48[71]), Herr von Nettersheim (Nechtersheim), Vogt zu Münstereifel, Amtmann von Prüm, Lehnsherr von Wallerfangen, Sohn von Goddard von der Heyden (* um 1450; † nach 1502), Vogt zu Münstereifel, und Else von Gymnich (um 1448-um 1505); deren Kinder:
    1. Johann (Joist) von der Heyden (um 1505-um 1560), Herr von Nettersheim, heiratete 1532 Anna von Hausen (* um 1512), Tochter von Philipp von Hausen (1488–1557/59), Burggraf von Schaumburg, und (⚭ um 1510) Katharina van Oest (* um 1480/90) zu Swalmen und Hillenrath; deren Kinder:
      1. Philipp Jakob von der Heyden († um 1572), heiratete vor 1562 Eva Siebrecht von der Neuerburg († nach 1607)
      2. Margaretha von der Heyden († vor 1588), heiratete 1547 Johann von Metternich († 1588), Herr von Heimerzheim und seit 1577 auch Herr zu Nettersheim, Sohn von Heinrich von Metternich und Johanna von Friemersdorf gen. Pützfeldt. Er heiratete II. zwischen 1572 und 1588 seine verwitwete Schwägerin Eva Siebrecht von der Neuerburg.
      3. Anna von der Heyden (* um 1533), heiratete I. um 1550 N. von Velbrücken und II. um 1555 Bergrichter Dietrich Schmalriem (um 1510–1576) aus Wallerfangen[72]

    2. (vermutlich) Apollonia von der Heiden († 1558), 1543 bis 1558 Äbtissin von Rolandswerth

  10. Magdalena († nach 1481)[47]
2. [Jakob von Buchell (* um 1448); „Jacob Buychel de Doddendorp (Dottendorf)“ wurde 1484 an der Kölner Universität immatrikuliert ?]

### Weitere Familienmitglieder
- Albertus de Buchel († nach 1223), 1204 (ähnlich 1222 und 1223) „summus procurator Hospitalis Ieros[olymitani] in Alemania“, in einer Schenkungsurkunde von Erzbischof Engelbert I. von Köln (1185/86–1225, reg. 1216) über den Hof in „Bühell“ in Bliesheim an die Komturei in Herrenstrunden (heute: Bergisch Gladbach) „prior Alemaniae“ (Vorsteher aller Ordenshäuser im deutschen Sprachraum) des Johanniterordens[73], 1218 als Albert de Buchele Zeuge einer Schenkung Graf Adolphs von Berg an den Deutschen Orden[74]
- (unsicher) Conrad von Büchel († 1302), Priester aus Köln, 1298 Gründer der Johanniterburgen in Neckarelz und Boxberg, Grabplatte (sog. Conradusstein) im Tempelhaus in Neckarelz (die Lesung „COL(ON)IA“ der Grabschrift ist jedoch strittig)
- Henricus van den Buggel, 1326 Kanoniker von St. Georg in Köln[75]
- Sophia de Monticulo († um 1398)[76]

- Johann de Buggele (vom Büchel, de Monticulo, de Cumulo) genannt de Wisenfrouwen (de Albis dominabus) († zwischen 1301 und 1323), verheiratet mit Sophia N. († wohl um 1323)

1. Johann de Buggele (de Monticulo) († nach 1310 bzw. nach 1359)
  1. Henrich de Buggele (de Monticulo) († nach 1301 bzw. nach 1365)
    1. Tilmanus
2. Tilmann, verheiratet mit Eyna
  1. Sophie
  2. Catherina
3. Katerina dicta de Monticulo (de Cumulo) († wohl um 1355), Begine
4. Isabella († nach 1301)[77]

- Henrich von Büchel[11], verheiratet mit Berta N., besitzt einen Hof zu Godorf (Goirdorp); deren Kinder:

1. [vermutlich: Henrich von Büchel verheiratet mit Margaretha Cloyt (Cloits); deren Sohn:][17]
  1. Johann d. Ä. von Büchel, heiratete Agnes N. [vermutlich: Agnes (= Loppa?) von Stromberg], verkauft 1466 den Hof zu Godorf an das Stift Severin[16]
2. Johann von Büchel; dessen Kinder:
  1. Bernhard von Büchel
  2. Johann d. J. von Büchel; dessen Kinder:
    1. Beatrix von Büchel
    2. Anton von Büchel [vermutlich: Thoenis van dem Buchell, der 1480 den Hof zu Witterschlick verkauft]

  3. Gretgen (Margarethe) von Büchel, heiratete Johann von Meller (Melre)
3. Sophia von Büchel

- Johannes Buchel († nach 1459), wurde 1459 Kaplan an der Marienkapelle in Rheinbach,[78]
- Margarethe von Bychel, Pröpstin des Stiftes Essens in der 1. Hälfte des 16. Jahrhunderts[79]
- Heinrich Buchell († kurz vor 1600), Kanoniker des Stiftes St. Cassius in Bonn

## Weitere Familien Büchel
In Köln gab es mehrere Erhebungen, die als „Büchel“ bezeichnet wurden, zum Beispiel die alte Dingstätte am Eigelstein. Es gab mindestens eine weitere Kölner Familie mit dem Beinamen „vom Büchel“ (Wappen: schräg herabsteigender Schrägbalken mit drei Bergen), die später in Dortmund unter dem Namen der niederdeutschen Entsprechung für Hügel „Hoevel“ bekannt wurde.
1845 gab es im Regierungsbezirk Köln 14 Wohnplätze, Höfe oder Häuser mit dem Namen Büchel; eine Familie „Bücheler“ oder „vom Büchell“ stammt beispielsweise auch aus Marialinden. Bürgerliche und adelige Familien mit dem Namen „Büchel“, „vom Büchel“ oder „von Büchel“ sind auch aus anderen Gebieten des deutschsprachigen Raumes bekannt. Die Zuordnung von Personen zu den verschiedenen Geschlechtern ist nicht immer eindeutig.
Ein Geschlecht „Ritter von Büchel“ stammte aus dem Weiler Büchelberg, Teil der Gemeinde Gnadental im heutigen Landkreis Schwäbisch Hall. Die „Teufel von Büchel“ (Wappen: gelbes Schild mit weißer Querstraße, darin drei blaue Blättchen) stammen aus dem Innviertel.
In Koblenz war eine Familie „von Bechel“ (Büchel) unter den führenden Geschlechtern der Stadt und stellte Kanoniker im dortigen Stift St. Kastor.

## Galerie

Hubert van Buchell (1513–1599), Porträt von 1574 mit Familienwappen
Arnoldus van Buchel (1565–1641), Porträt von Paulus Moreelse (1610)